# Placey
Placey – miejscowość i gmina we Francji, w regionie Burgundia-Franche-Comté, w departamencie Doubs. Według danych na rok 2009 gminę zamieszkiwało 147 osób. W miejscowości znajduje się kaplica gotycka z XVI wieku.